# Rostlinolékařství
Rostlinolékařství též ochrana rostlin nebo fytopatologie je vědní disciplína, která se zabývá působením a životními pochody u různých živých organismů, především však rostlin, za účelem ochrany a podpory rozvoje rostlin, pro zemědělské účely. Je vědním oborem který patří mezi zemědělské obory.
Rostlinolékařství se zabývá prevencí poškození, péčí o správný vývoj rostlin i léčbou chorob a poškození. Mezi důvody studia působení vlivů prostředí a jiných organismů na rostliny je zhoršená nebo zlepšená vitalita rostlin a vyplývající ekonomické efekty. 
Řešení ochrany rostlin se v zásadním pojetí může zcela lišit u směrů, které preferují ochranu rostlin na základě ideologie a mystiky nebo na základě poznatků vědy, praxe a ekonomických vlivů. 
Podle podstaty činitele interagujícího s rostlinou popisujeme poruchy, poškození a poranění jako rozdílné skupiny. Rostlina proti vlivům prostředí působí pasivními metodami ale na napadení patogenními organismy reaguje i aktivně, často na úrovni transkripce genů. Na vnější podnět tak hostitel odpovídá spektrem různých, často se překrývajících mechanismů. Mechanismy ochrany rostlin nejsou všechny plně prozkoumány, nejsou plně identifikovány ani všechny patogenní organismy a jejich vzájemné spolupůsobení při napadení hostitele. 

## Organizace
Častou cestou přenosu a rozvoje vážných infekcí v celých oblastech planety je u hospodářských rostlin zahraniční obchod. Toto riziko mají snižovat organizace jako je EPPO.V ČR je orgánem, který se problematice věnuje Ministerstvo zemědělství České republiky, konkrétně Oddělení fytopatologie (ÚKZÚZ). ÚKZÚZ podává informace k rostlinolékařství na svých webových stránkách i prostřednictvím portálu eagri.cz.

## Legislativa
Fytosanitárními riziky a fytosanitárními opatřeními se zabývá  Vyhláška č. 326/2004 Sb. o rostlinolékařské péči , Vyhláška č. 331/2004 Sb., Vyhláška č. 378/2010 Sb., Vyhláška č. 83/1997 Sb., Vyhláška č. 5/2020 Sb. o ochranných opatřeních proti škodlivým organismům rostlin, Vyhláška č. 6/2020 Sb., o ošetřování nebo označování dřevěného obalového materiálu, dřeva nebo jiných předmětů, Zákon č. 219/2003 Sb. o oběhu osiva, Zákon č. 369/2019 Sb., kterým se mění Zákon č. 326/2004 Sb., o rostlinolékařské péči a o změně některých souvisejících zákonů, Vyhláška č. 332/2004 Sb., o opatřeních k zabezpečení ochrany proti zavlékání a šíření původce rakoviny bramboru, háďátka bramborového, Vyhláška č. 331/2004 Sb., o opatřeních k zabezpečení ochrany proti zavlékání a šíření původce bakteriální kroužkovitosti bramboru, Zákon č. 326/2004 Sb., o rostlinolékařské péči a o změně některých souvisejících zákonů. Tyto ustanovení specifikují obecná nařízení daná legislativou EU.
Legislativa v rámci nařízení na ochranu rostlin pro definování pojmů označujících skupiny organismů vychází z ekonomických rizik vyplývajících z dopadů šíření daných organismů a souvisejících ekonomických dopadů. Z nařízení Evropského parlamentu a Rady (EU) 2016/2031 ze dne 26. října 2016 o ochranných opatřeních proti škodlivým organismům rostlin, o změně nařízení Evropského parlamentu a Rady (EU) č. 228/2013, (EU) č. 652/2014 a (EU) č. 1143/2014 a o zrušení směrnic Rady 69/464/EHS, 74/647/EHS, 93/85/EHS, 98/57/ES, 2000/29/ES, 2006/91/ES a 2007/33/ES, v platném znění, (dále jen „nařízení (EU) 2016/2031“) proto například vyplývá, že škodlivý organismus, který není karanténním škodlivým organismem pro Unii, by se měl nazývat „regulovaným nekaranténním škodlivým organismem pro Unii“ v případě, že se tento škodlivý organismus přenáší zejména prostřednictvím určitých rostlin k pěstování, jeho výskyt na těchto rostlinách k pěstování má nepřijatelný hospodářský dopad, pokud jde o zamýšlené použití těchto rostlin, a je uveden na seznamu regulovaných nekaranténních škodlivých organismů pro Unii. 

## Taxonomie fytosanitárních rizik
- karanténní škodlivý organismus (KŠO) např. ESCA, Drosophila suzukii
- regulovaný nekaranténní škodlivý organismus (RNŠO)
- chráněná zóna

## Podobory rostlinolékařství
Podřazenými obory rostlinolékařství jsou diagnostika chorob a škůdců rostlin , symptomatika, patometrie, etiologie patogenů, etologie, epidemiologie rostlin, geofytopatologie, herbologie, principy výživy rostlin, zemědělská entomologie, ochrana zahradních plodin, fytofarmacie, aplikační technika a mnoho dalších. 

## Sledované vlivy

### Abiotikózy
Také byly dříve nazývány fyziologické choroby nebo fyzilogické choroby. Abiotikózy se dále člení na abiotické poruchy a poškození. Mezi abiotické poruchy patří například nutriční poruchy nebo poškození vlivy počasí. Vlivy teploty, sucha, světla i vlivy počasí mohou spolupůsobit, pro taková abiotická poškození a poruchy je používán název koabiotikóza.

#### Přírodní vlivy
- světlo
- vlhkost
- teplota
- půdní vlivy
  - nedostatek živin
  - pH půdy
  - půdní poměry
- vlivy počasí
  - sníh
  - kroupy
  - vítr
  - blesk

#### Antropogenní vlivy
- emise a znečištění půdy, znečištění vody
- výživa, nesprávné použití pesticidů, technologické chyby
- poranění rostlin technikou a při transportu
- poranění  rostlin vandaly

Terminologie porucha, poranění, poškození, choroba se mohou podle autora a jeho příslušnosti k větvi oboru mírně rozrůzňovat.

### Biotikózy
Mezi patogenní organismy způsobující biotikózy jsou řazeny
- viroidy například Apple scar skin viroid (ASSVd), Pear blister canker viroid (PBCVd)
- viry například virus tabákové mozaiky, Apple mosaic virus (ApMV)
- bakterie - například Pseudomońas syringae
- fytoplazmy například gumovitost jabloně (Apple rubbery wood agent)
- houby například Taphrina deformans
- hmyz například mšice

### Plevele a parazitické rostliny
Fytopatologie se zabývá parazitickými rostlinami jako je jmelí i plevelnými rostlinami, které mohou být buď hostitelskými rostlinami patogenů nebo odebírají z půdy nebo přímo rostliny živiny (záraza).

## Diagnostické metody patogenů ve fytopatologii
Diagnostické metody
- hodnocení symptomů
- hodnocení pomocí biologických indikátorů
- mikroskopie
- serologické metody - detekce virových proteinů
- detekce a kvantifikace nukleových kyselin

### Hodnocení symptomů
Je založeno na odborné znalosti a víceleté praktické zkušenosti, mnohdy specifické. Na projevy patogenů má vliv i lokalita, hostitel a vyskytují se odlišné kmeny a patovary vyvolávající odlišné projevy nebo naopak a choroby se v různých stádiích projevují odlišně. Odborník obvykle vyhodnocuje škálu symptomů a na základě znalostí, souvislostí a logiky odhaduje další vývoj situace, podle něhož doporučuje metodu zásahu. Odhadu mohou výrazně pomoci sledování klimatických modelů a upozornění ÚKZÚS.

### Využití biologických indikátorů
U biologických indikátorů se poškození a poruchy  projeví výrazněji a specifičtěji účinky chemické látky používané při kolonizaci rostlin patogeny (viz výše). Jejich reakce na tyto látky má geneticky danou podstatu. V případě ovocných druhů se například vyšetřovaný vzorek podezřelý na bakteriózu může roubovat na citlivější odrůdy blízkých druhů a sledují se očekávané typické projevy.

### Mikroskopické metody ve fytopatologii
- Optická mikroskopie, fluorescenční mikroskopie
- Laserová konfokální mikroskopie (CLSM)
- Rastrovací elektronová mikroskopie (SEM)
- Mikroskopie atomárních sil (AFM)

### Serologické metody - detekce virových proteinů
Serologické metody využívají specifické reakce mezi antigenem a protilátkou ELISA  (Enzyme-linked Immunosorbent Assay). Nepřímé formy AqF ELISA, TAS ELISA. Přímé DAS ELISA, ELISA, metody srážení, reakce specifických látek. 
Principy serologických metod detekující přítomnost protilátek (název metody):
- precipitace
- aglutinace
- komplement fixační reakce
- enzymové reakce – ELISA

Komponenty
1. pevná fáze, která váže antigeny/protilátky. Dříve využívána celulóza, agaróza, polyakrylamid. V současnosti zkumavky, destičky, polyvinyl, PP, polykarbonát, sklo, silikon, atp.
2. antigen (testovaný homogenizpvaný vzorek, květy, poupata, listy, dřevní hmota...) Homogenizace vzorku v extrakčním pufru, ve třecí misce za použití tekutého dusíku, ručně nebo homogenizérem
3. protilátka (izolovaný IgG) polyklonální i monoklonální
4. protilátka s konjugovaným IgG enzymem + substrát

Při reakci protilátky s konjugovaným enzymem je nejvyužívanější alkalická fosfatáza, štěpí se bezbarvý p-nitrofenylfosfát na fosfát a žlutý nitrofenolát. Je používána i peroxidáza, substrát peroxidu vodíku, která v přítomnosti chromogen 1,2- diaminobenzenu tvoří žluto-oranžové zbarvení nebo β-D-galaktosidáza, kde je  o-nitrofenyl-β-D-galaktopyranosid  přeměňován na měřitelný žlutý nitrofenolát.

### Diagnostika patogenů pomocí detekce a kvantifikace nukleových kyselin
Detekuje se RNA virů  a bakterií, DNA bakterií, hub, fytoplazem. Používá se více metod i podle cíle získání potřebné informace.

#### Komponenty PCR reakce
- DNA templát obsahující cílovou sekvenci.
- Taq DNA polymeráza – enzym, který od konce syntetizuje nové řetězce DNA komplementární k cílové sekvenci templátové DNA a příslušný pufr, který zajišťuje optimální prostředí pro funkci dané polymerázy.
- primery – krátké úseky jednořetězcové DNA, komplementární k cílové sekvenci
- nukleotidy (dNTPs nebo deoxynukleotidtrifosfáty) – jednotlivé dusíkaté báze - A, T, G, C

#### LAMP
LAMP – (Loop-mediated  Isothermal Amplification) amplifikuje cílové oblasti DNA. Izotermická metoda k níž není tedy třeba termocykler, ale pouze termoblok. Amplifikuje se větší množství DNA než u běžné PCR. 